# اسپا (گروه موسیقی)
اِسپا (انگلیسی: Aespa; کره‌ای: 에스파) گروه دخترانهٔ کره‌ای است که توسط اس‌ام انترتینمنت تشکیل شده و متشکل از کارینا، جیزل، وینتر و نینگ‌نینگ است. این گروه در ۱۷ نوامبر ۲۰۲۰، با انتشار تک‌آهنگ «مامبای سیاه» آغاز به کار کرد.آن‌ها در سال ۲۰۲۱ با برند Givenchy همکاری کردند. همچنین آن‌ها به عنوان مدلهای برند Clio انتخاب شدند. آنها در ۱۷ ژانویهٔ ۲۰۲۱ اولین جایزهٔ موسیقی خود را دریافت کردند

## تاریخچه

### ۲۰۱۶–۲۰۱۹: فعالیت‌های قبل از شروع به کار
نینگ‌نینگ در ۱۹ سپتامبر ۲۰۱۶، به عنوان عضوی از اس‌ام روکیز معرفی شد. به‌عنوان عضوی از آن، در سال ۲۰۱۶ در بخش پرنسس روکی: چه کسی بهترین است؟ برنامه اس‌ام‌تی من ظاهر شد و همچنین در سال ۲۰۱۷، چندین کاور برای برنامه تلویزیونی انیمیشنی کره‌ای ستاره درخشان ضبط کرد.
کارینا در فوریه ۲۰۱۹، در موزیک ویدیوی «Want» از ته‌مین ظاهر شد و به همراه او در اجراهایش حضور یافت.

### ۲۰۲۰-اکنون: معرفی، شروع به کار با «مامبای سیاه» و «تا ابد»
اس‌ام اینترتینمنت در ۲۶ اکتبر اعلام کرد، گروه دخترانه جدیدی شروع به کار خواهد کرد؛ این اولین گروه اس‌ام پس از گروه دخترانهٔ رد ولوت در سال ۲۰۱۴ و اولین گروه آیدل از زمان آغاز به کار ان‌سی‌تی در سال ۲۰۱۶ بود. اعضای گروه به‌صورت جداگانه از ۲۷ تا ۳۰ اکتبر (به ترتیب: وینتر، کارینا، نینگ‌نینگ و جیزل) معرفی شدند و همچنین گروه، اسپا نامیده شد. بنیان‌گذار اس‌ام اینترتینمنت، لی سو-مان، در مجمع جهانی ۲۰۲۰ صنعت فرهنگی که به‌صورت آن‌لاین در ۲۸ اکتبر برگزار شد، در مورد کانسپت اسپا توضیحات بیشتری داد. در ۲ نوامبر، ویدیو تریلری از چهار عضو گروه منتشر شد. در همان روز کمپانی اعلام کرد، اسپا در ۱۷ نوامبر با تک‌آهنگ «مامبای سیاه» شروع به کار خواهد کرد. اسپا در ۲۰ نوامبر، اولین اجرای خود را در برنامه بانک موسیقی کی‌بی‌اس۲ انجام داد. گروه همچنین به‌مدت سه هفته متوالی، در جداول موزیک ویدیوهای کی-پاپِ بزرگ‌ترین سرویس استریم موسیقی چین، کیوکیو میوزیک، اول بود. در ۱۷ ژانویه ۲۰۲۱، اسپا اولین جایزه را برای تک‌آهنگ آغازین خود، از برنامهٔ موسیقی اینکیگایو دریافت کرد.
اس‌ام اینترتینمنت در ۲۹ ژانویه ۲۰۲۱ اعلام کرد، اسپا تک‌آهنگ جدیدی را با عنوان «تا ابد» منتشر خواهد کرد. این تک‌آهنگ بازسازی تک‌آهنگ یو یونگ-جین بود که در سال ۲۰۰۲، برای آلبوم تعطیلات اس‌ام اینترتینمنت با نام تعطیلات زمستانی در SMTown.com منتشر شده‌بود. این تک‌آهنگ به‌طور رسمی در ۵ فوریه ۲۰۲۱ منتشر شد. این ترانه بالادی به‌همراه گیتار آکوستیک، دربارهٔ عشقی ابدی بود.

## قراردادها
اسپا در ۱۰ فوریه ۲۰۲۱، به‌عنوان سفیر ۲۰۲۱ برند ژیوانشی معرفی شد. این اولین باری است که ژیوانشی یک هنرمند کی-پاپ را به‌عنوان سفیر برند خود انتخاب کرد.

## اعضا
- کارینا (카리나 ،Karina) – لیدر • رقصنده اصلی • لید رپر • ساب وکالیست • ویژوال • سنتر • چهره گروه[۲۰][۲۱][۲۲]
- جیزل (지젤 ،Giselle) – رپر اصلی • ساب وکالیست[۲۱][۲۳][۲۴]
- وینتر (윈터 ،Winter) – لید وکالیست • لید دنسر • ویژوال[۲۱][۲۵]
- نینگ‌نینگ (닝닝 ،Ningning) – خواننده اصلی • مکنه[۲۱][۲۶]

## ترانه‌شناسی

### تک‌آهنگ‌ها
- «مامبای سیاه» (۲۰۲۰)
- «تا ابد» (۲۰۲۱)
- «مرحله بعد» (۲۰۲۱)
- «سوپرنوا»(۲۰۲۳)

## کنسرت
- کنسرت زنده اس‌ام تاون «فرهنگ بشریت» (۲۰۲۱)[۲۷]